# Route nationale 392
Pour les articles homonymes, voir Route 392.
La route nationale 392, ou RN 392, était une route nationale française reliant Strasbourg à Ogéviller. À la suite de la réforme de 1972, elle a été déclassée en D 392 pour les départements des Vosges et du Bas-Rhin, et D 992 pour la Meurthe-et-Moselle.
Le tronçon entre Schirmeck et Dorlisheim, comportant de nombreux villages, a été déviée par une voie rapide (l'actuelle D 1420) qui rejoint l’A352.

## Ancien tracé de Strasbourg à Schirmeck D 392
- Strasbourg (km 0)
- Lingolsheim (km 4)
- Entzheim (km 9)
- Duppigheim (km 13)
- Duttlenheim (km 15)
- Altorf (km 18)
- Dorlisheim (km 21)
- Mutzig (km 25)
- Dinsheim-sur-Bruche (km 26)
- Urmatt (km 36)
- Lutzelhouse (km 38)
- Wisches (km 40)
- Hersbach, commune de Wisches (km 42)
- Schirmeck (km 46)

## Ancien tracé de Schirmeck à Ogéviller D 392 / N 392
- Wackenbach, commune de Schirmeck (km 49)
- Col du Donon - La route descend alors le versant vosgien du Donon par la vallée de la Plaine.
- Raon-sur-Plaine (km 60)
- Luvigny (km 63)
- Allarmont (km 68)

La route franchit la Plaine et entre en Meurthe-et-Moselle par le Col de la Chapelotte
- Badonviller (km 80)
- Sainte-Pôle (km 85)
- Montigny (km 87)
- La route rejoint la N 4 à Ogéviller (km 93)